# Forme cristalline

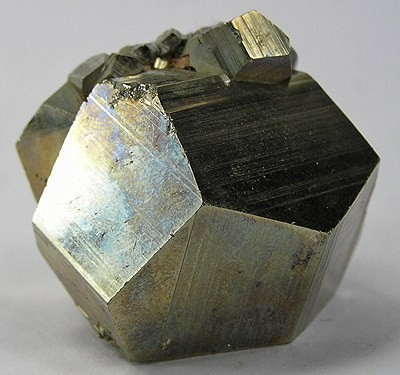
Cristal de pyrite présentant une forme cristalline pentagonododécaédrique.

Une forme cristalline est un ensemble de faces d'un cristal qui sont dans un rapport de symétrie, c'est-à-dire qui sont équivalentes entre elles par l'application d'opérations d'un groupe ponctuel de symétrie. Une forme est indiquée par les indices de Miller (hkl) d'une de ses faces, de préférence celle qui a les valeurs les plus positives. Les indices d'une forme sont écrits entre accolades : {hkl}.
Une forme cristalline est caractérisée par :
- la multiplicité qui est le nombre des faces ; elle dépend de la symétrie du cristal et de l'orientation de la face originale par rapport aux éléments de symétrie du cristal ;
- sa symétrie propre ;
- son nom officiel[1].

Il existe plusieurs critères de classification des 47 formes cristallines, qui peuvent être ouvertes ou fermées :
- formes caractéristiques et non-caractéristiques ;
- formes générales et particulières ;
- formes basiques et limites.

Les formes cristallines permettent de décrire l'habitus d'un cristal.

## Classification des formes cristallines

### Formes caractéristiques et non-caractéristiques
Ce critère intègre la possibilité de cristaux de symétries différentes de développer la même forme.
Notons G le groupe ponctuel qui correspond à la symétrie propre de la forme et H le groupe ponctuel du cristal qui a développé cette forme : soit H coïncide avec G lui-même ; soit avec un de ses sous-groupes, ce qu'on écrit H {\displaystyle \subseteq } G.
Lorsque H = G, on parle de « forme caractéristique », tandis que H {\displaystyle \subseteq } G correspond à une « forme non-caractéristique ». Dans les systèmes cristallins triclinique et monoclinique, toute forme est non-caractéristique.
La forme cristalline d'un cristal est donc caractéristique si son groupe ponctuel de symétrie propre est identique au groupe ponctuel de symétrie du cristal.
Exemple
La symétrie propre du prisme ditétragonal est 4/mmm : il se présente comme une forme {hk0} dans les groupes ponctuels 4/mmm, 42m, 4mm et 422. C'est donc seulement dans le premier cas qu'il s'agit d'une forme caractéristique.

### Formes générales et particulières
Lorsque les pôles des faces d'une forme cristalline se trouvent sur des éléments de symétrie (axes ou miroirs), la forme est dite « particulière », sinon elle est « générale ».
Exemple
Le prisme tétragonal se présente comme forme {100} dans tous les groupes ponctuels tétragonaux. Toutefois, il s'agit d'une forme particulière dans les groupes 4/mmm, 42m, 4mm, 422 et 4/m, mais d'une forme générale dans les groupes 4 et 4. Sa symétrie propre étant 4/mmm, elle est caractéristique dans le groupe 4/mmm et non-caractéristique dans tous les autres groupes. Dans les figures ci-dessous sont montrées les projections stéréographiques du prisme tétragonal dans les groupes ponctuels tétragonaux. Les plans miroirs sont représentés en bleu, les axes de rotation en rouge et les pôles des faces par les croix noires.

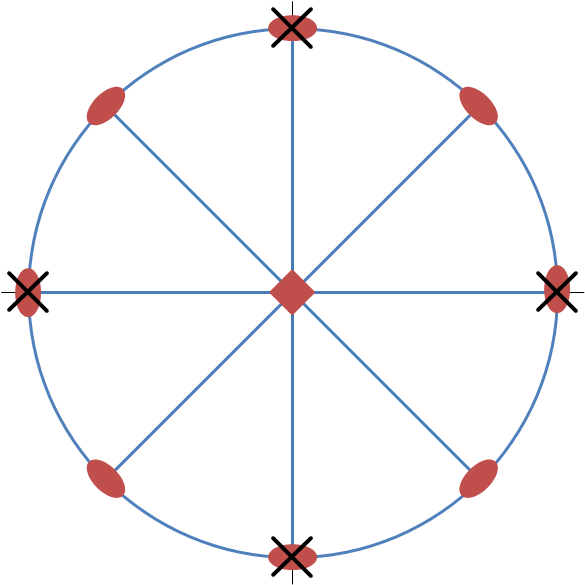
Groupe 4/mmm
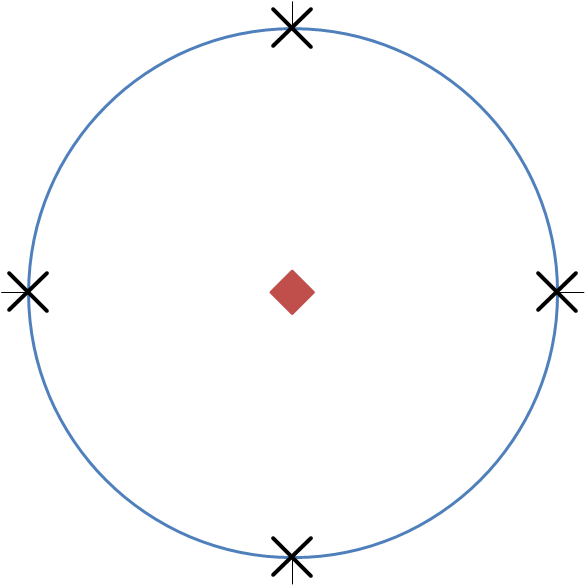
Groupe 4/m
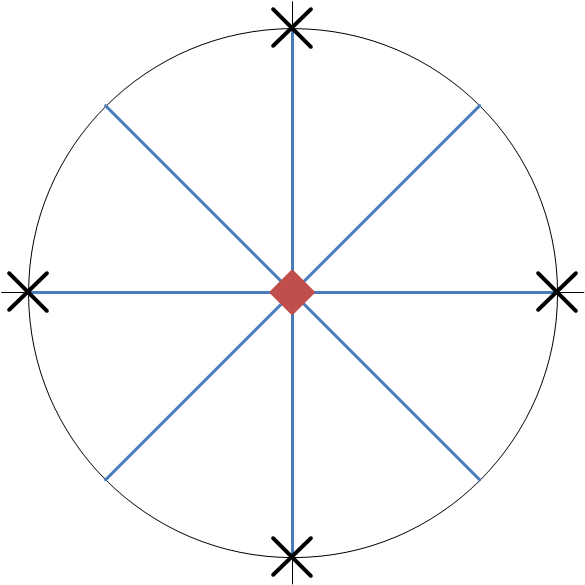
Groupe 4mm
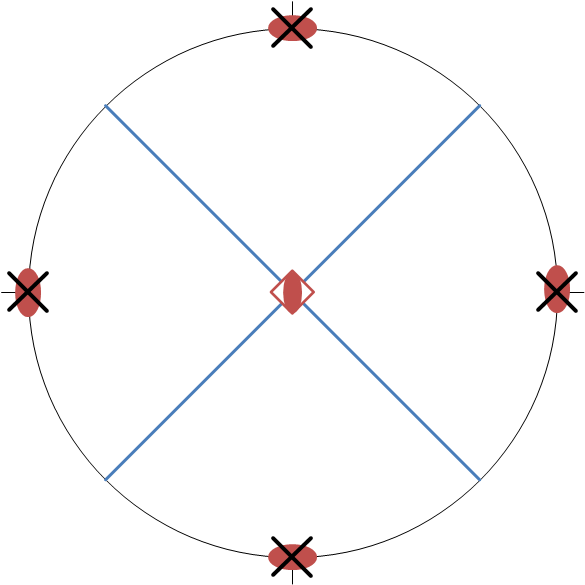
Groupe 42m
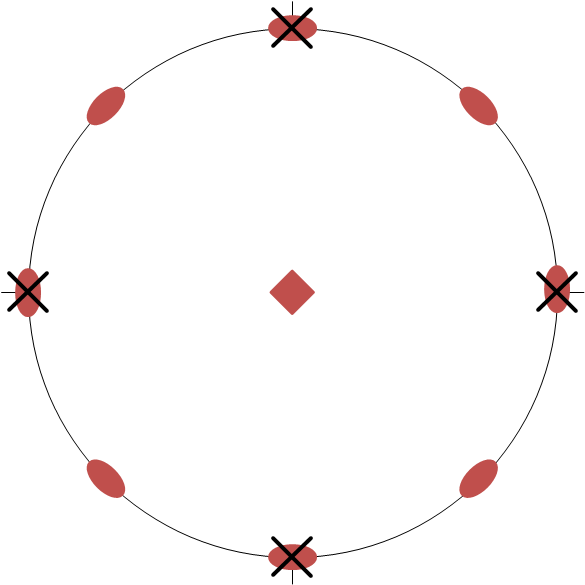
Groupe 422
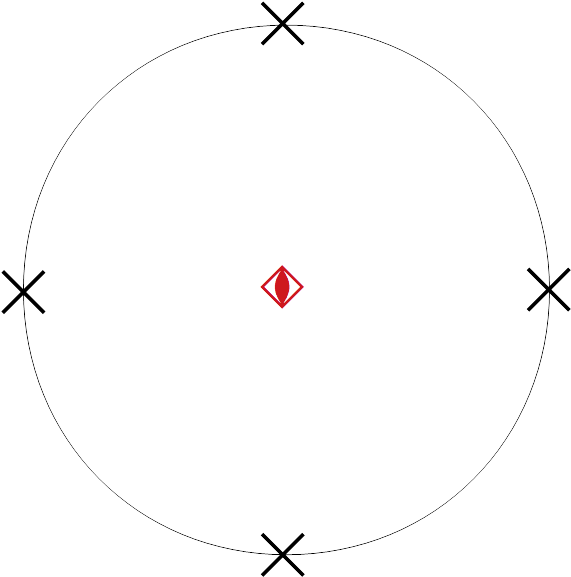
Groupe 4
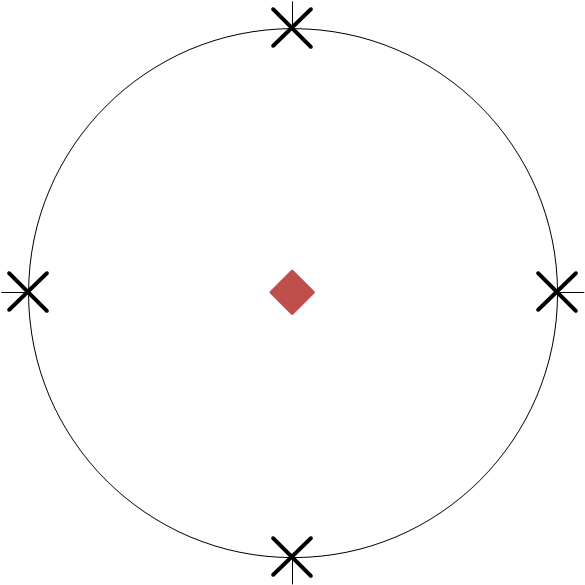
Groupe 4

### Formes basiques et limites
Lorsqu'une forme peut être obtenue comme limite d'une autre forme ayant la même multiplicité (nombre de faces) et la même orientation mais une symétrie propre supérieure, cette forme s'appelle « forme limite » et celle à partir de laquelle cette forme a été obtenue s'appelle « forme basique ».
Exemple
Dans le groupe ponctuel 4mm, la pyramide tétragonale et le prisme tétragonal ont la multiplicité 4 et peuvent être orientés soit selon les axes cristallographiques a et b, soit selon les bissectrices des axes. La pyramide, forme basique, a la symétrie propre 4mm tandis que le prisme, forme limite, a la symétrie propre 4/mmm. Le prisme peut être imaginé comme le résultat de l'ouverture de la pyramide à son sommet et du changement de la pente des faces, jusqu'à la limite où celles-ci deviennent parallèles, formant ainsi un prisme.

## Les 47 formes cristallines
On distingue deux sortes de forme cristalline :
- les « formes ouvertes » dont les faces ne forment pas rigoureusement un volume ; une ou plusieurs faces du volume n'appartenant pas à la forme cristalline. Dans les représentations graphiques, on reconnaît ces formes à l'absence d'une ou plusieurs faces ; absence qui peut être figurée par exemple à l'aide de polygones hachés comme ci-dessous ;
- les « formes fermées » qui sont des volumes, aucune face ne manquant.

Un cristal ne peut donc pas consister en une seule forme ouverte, tandis qu'il peut développer une seule forme fermée.
Exemple
La forme {111} comprend la face (111) et toutes les faces équivalentes à (111) par symétrie.
- Si le groupe ponctuel du cristal est 1, la forme {111} a multiplicité 2 et est composée de deux plans parallèles, (111) et (1{\displaystyle \,}1{\displaystyle \,}1) : cette forme s'appelle « pinacoïde ».
- Si le groupe ponctuel du cristal est 3, la forme {111} a multiplicité 8 et est composée de huit faces qui sont des triangles équilatères : (111), (111), (111), (111), (11{\displaystyle \,}1), (111), (1{\displaystyle \,}11) et (1{\displaystyle \,}1{\displaystyle \,}1). Cette forme est un octaèdre.

|    | Nom                                   | Symétrie propre            | Multiplicité | Description | Représentation |
| 1  | Pédion                                | {\displaystyle \infty }m   | 1            | Dite aussi monoèdre, cette forme ouverte est composée d'un seul plan. |                |
| 2  | pinacoïde                             | {\displaystyle \infty }m/m | 2            | Forme ouverte composée de deux plans parallèles. |                |
| 3  | Dièdre                                | mm2                        | 2            | Forme ouverte composée de deux plans qui se coupent en une arête commune. |                |
| 4  | prisme rhombique                      | mmm                        | 4            | Forme ouverte composée de quatre plans non parallèles. |                |
| 5  | Pyramide rhombique                    | mm2                        | 4            | Forme ouverte composée de quatre triangles scalènes. |                |
| 6  | Pyramide trigonale                    | 3m                         | 3            | Forme ouverte composée de trois triangles isocèles. |                |
| 7  | Pyramide tétragonale                  | 4mm                        | 4            | Forme ouverte composée de quatre triangles isocèles. |                |
| 8  | Pyramide hexagonale                   | 6mm                        | 6            | Forme ouverte composée de six triangles isocèles. |                |
| 9  | Pyramide ditrigonale                  | 3m                         | 6            | Forme ouverte composée de six triangles isocèles. |                |
| 10 | Pyramide ditétragonale                | 4mm                        | 8            | Forme ouverte composée de huit triangles isocèles. |                |
| 11 | Pyramide dihexagonale                 | 6mm                        | 12           | Forme ouverte composée de douze triangles isocèles. |                |
| 12 | Prisme trigonal                       | 62m                        | 3            | Forme ouverte composée de trois plans non parallèles. |                |
| 13 | Prisme tétragonal                     | 4/mmm                      | 4            | Forme ouverte composée de quatre plans non parallèles. |                |
| 14 | Prisme hexagonal                      | 6/mmm                      | 6            | Forme ouverte composée de six plans non parallèles. |                |
| 15 | Prisme ditrigonal                     | 62m                        | 6            | Forme ouverte composée de six plans non parallèles. |                |
| 16 | Prisme ditétragonal                   | 4/mmm                      | 8            | Forme ouverte composée de huit plans non parallèles. |                |
| 17 | Prisme dihexagonal                    | 6/mmm                      | 12           | Forme ouverte composée de douze plans non parallèles. |                |
| 18 | Disphénoïde rhombique                 | 222                        | 4            | Forme fermée composée de quatre triangles scalènes. Parfois appelée improprement « tétraèdre rhombique » (le tétraèdre est une forme cubique).                                                   |                |
| 19 | Bipyramide rhombique                  | mmm                        | 8            | Forme fermée composée de huit triangles scalènes. |                |
| 20 | Bipyramide trigonale                  | 62m                        | 6            | Forme fermée composée de six triangles isocèles. |                |
| 21 | Bipyramide tétragonale                | 4/mmm                      | 8            | Forme fermée composée de huit triangles isocèles. |                |
| 22 | Bipyramide hexagonale                 | 6/mmm                      | 12           | Forme fermée composée de douze triangles isocèles. |                |
| 23 | Bipyramide ditrigonale                | 62m                        | 12           | Forme fermée composée de douze triangles isocèles. |                |
| 24 | Bipyramide ditétragonale              | 4/mmm                      | 16           | Forme fermée composée de seize triangles isocèles. |                |
| 25 | Bipyramide dihexagonale               | 6/mmm                      | 24           | Forme fermée composée de vingt-quatre triangles isocèles. |                |
| 26 | Disphénoïde tétragonal                | 42m                        | 4            | Forme fermée composée de quatre triangles isocèles. Parfois appelée improprement « tétraèdre tétragonal » (le tétraèdre est une forme cubique).                                                  |                |
| 27 | Rhomboèdre                            | 3m                         | 6            | Forme fermée composée de six losanges. Cette forme peut présenter sous deux orientations différant de 180º autour de l'axe ternaire : on parle alors de rhomboèdre direct et rhomboèdre inverse. |                |
| 28 | Scalénoèdre tétragonal                | 42m                        | 8            | Forme fermée composée de huit triangles scalènes. |                |
| 29 | Scalénoèdre ditrigonal                | 3m                         | 12           | Forme fermée composée de douze triangles scalènes. Si les angles dièdres entre paires de faces sont tous égaux, on parle de scalénoèdre hexagonal.                                               |                |
| 30 | Trapézoèdre tétragonal                | 422                        | 8            | Forme fermée composée de huit trapèzes. |                |
| 31 | Trapézoèdre trigonal                  | 32                         | 6            | Forme fermée composée de six trapèzes. |                |
| 32 | Trapézoèdre hexagonal                 | 622                        | 12           | Forme fermée composée de douze trapèzes. |                |
| 33 | Tétartoïde ou pentagono- tritétraèdre | 23                         | 12           | Forme fermée composée de douze pentagones. |                |
| 34 | Pentagono- dodécaèdre                 | m3                         | 12           | Dite aussi dihexaèdre ou pyritoèdre, cette forme fermée est composée de douze pentagones. |                |
| 35 | Diploèdre ou didodécaèdre             | m3                         | 24           | Forme fermée composée de vingt-quatre trapèzes. |                |
| 36 | Gyroïde ou pentagono- trioctaèdre     | 432                        | 24           | Forme fermée composée de vingt-quatre pentagones. |                |
| 37 | Tétraèdre                             | 43m                        | 4            | Forme fermée composée de quatre triangles équilatères. |                |
| 38 | Tétragono- tritétraèdre               | 43m                        | 12           | Dite aussi deltoèdre ou trapézododécaèdre, cette forme fermée est composée de douze trapèzes. |                |
| 39 | Trigono- tritétraèdre                 | 43m                        | 12           | Forme fermée composée de douze triangles isocèles. |                |
| 40 | Hexatétraèdre                         | 43m                        | 24           | Forme fermée composée de vingt-quatre triangles scalènes. |                |
| 41 | Cube ou hexaèdre                      | m3m                        | 6            | Forme fermée composée de six carrés. |                |
| 42 | Octaèdre                              | m3m                        | 8            | Forme fermée composée de huit triangles équilatères. |                |
| 43 | Rhombo- dodécaèdre                    | m3m                        | 12           | Forme fermée composée de douze losanges. |                |
| 44 | Trigono- trioctaèdre                  | m3m                        | 24           | Forme fermée composée de vingt-quatre triangles isocèles. |                |
| 45 | Tétragono- trioctaèdre                | m3m                        | 24           | Dite aussi icositétraèdre ou leucitoèdre, cette forme fermée est composée de vingt-quatre trapèzes.                                                                                              |                |
| 46 | Tétrahexaèdre                         | m3m                        | 24           | Forme fermée composée de vingt-quatre triangles isocèles. |                |
| 47 | Hexaoctaèdre                          | m3m                        | 48           | Forme fermée composée de quarante-huit triangles scalènes. |                |

## Forme cristalline et habitus

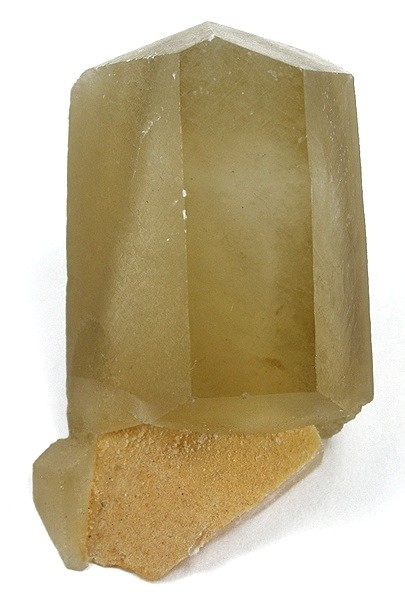
Cristal de calcite.

Les formes cristallines sont utilisées pour décrire l'habitus d'un cristal.
Par exemple, dans la figure ci-contre, l'habitus de la calcite (de groupe d'espace R3m) est constitué d'un prisme hexagonal {1010} terminé par les faces du rhomboèdre {1011}.